# The Houses October Built
The Houses October Built és una pel·lícula de terror de metratge apropiat estatunidenca del 2014 i el debut a la direcció de Bobby Roe. Va ser produïda per Zack Andrews i Steven Schneider. Roe i Andrews protagonitzen la pel·lícula al costat de Brandy Schaefer, Mikey Roe i Jeff Larson. L'argument de la pel·lícula segueix a cinc amics que emprenen un viatge per carretera a la recerca de mansions embruixades, i esdevenen objectiu d'un grup misteriós i pertorbat.
El rodatge de The Houses October Built es va dur a terme parcialment a diverses mansions embruixades, que Roe més tard inclouria en una llista de "les cases encantades més espantoses d'Amèrica" que va publicar com a material de màrqueting per a la pel·lícula. La pel·lícula va tenir una estrena limitada a sales el 10 d'octubre de 2014 i es va estrenar en vídeo domèstic el 6 de gener de 2015.
El setembre de 2017 es va estrenar una seqüela, The Houses October Built 2, també dirigida per Roe i que reprodueix part del repartiment original.

## Argument
La pel·lícula comença in medias res amb una Brandy atordida i sagnant que puja a un camió i se'n va. Dies abans, un grup d'amics d'Ohio—Brandy, el seu xicot Zack, el càmera Jeff, Bobby i Mikey—decideixen fer un viatge per visitar algunes de les atraccions de cases embruixades més espantoses d'Amèrica els dies previs a Halloween. Tenen previst gravar les seves experiències i entrevistar els actors que hi treballen. Això condueix a revelacions inquietants sobre les operacions dels establiments, com ara no realitzar comprovacions d'antecedents, utilitzar delinqüents i persones molestes com a actors, utilitzar cadàvers reals com a accessoris i realitzar acrobàcies perilloses per ensurts.
El grup comença primer amb cases embruixades conegudes, tot i que el seu objectiu principal és localitzar un lloc extrem anomenat "Blue Skeleton", un grup misteriós que es trasllada a un lloc diferent i secret cada any i es diu que utilitza tortura real per provocar ensurts. En Zack s'agita amb el que veu com a pors de vianants. El grup també s'oposa al personal de la casa embruixada filmant i sent pertorbador, però l'animadversió del personal es fa sinistre quan els amics són seguits per un pallasso i una jove actriu d'una casa anterior, tot i que el grup ha recorregut més de cent milles.
Jeff és perseguit per un home amb un vestit de conillet que branda un eix encara que l'home resulta ser un actor. Zack coneix altres convidats que li informen que van experimentar Blue Skeleton i que aquest any és a Louisiana; també li parlen d'un bar on poden trobar un home que els hi pugui portar. Més tard aquella nit, un actor entra a la seva furgoneta i filma el grup mentre dormen. Bobby troba el vídeo penjat als fòrums de les cases embruixades, però en Zack li diu que ho mantingui en secret, ja que no vol que la resta del grup s’ho repensi. També es deixa un cor de vaca dins de la seva nevera, cosa que fa que en Brandy i en Bobby es tornin reticents a continuar.
Al bar, el grup es troba envoltat d'actors i s'enfronten sobre el rodatge. Mentre Brandy és al bany, dos actors masculins agafen la càmera i es filmen arraconant-la; ella s'escapa i ho informa al grup. S'enfronten als dos i recuperen la càmera. Aquella nit, el grup troba el seu RV envoltat de desenes d'actors; un d'ells talla els llums. Després de tornar a encendre els llums, els actors han desaparegut. L'endemà al matí, troben instruccions sobre com trobar-se amb la seva connexió amb Blue Skeleton.
El grup arriba al punt de trobada d'un festival de Halloween. En l'enrenou, Jeff és atret a un carreró i es veu arraconat pel pallasso, la jove actriu i l'actor vestit de conillet. El grup emmascarat l'ataca i el segresta. La resta del grup intenta trucar-lo, però només reben un missatge des d'una altra ubicació. Allà, se'ls acosta un autobús i reben un missatge de text que els diu que deixin la caravana o, en cas contrari, Jeff serà assassinat. Zack compleix, mentre que la resta del grup és arrossegat pels atacants. Els amics estan encaputxats i lligats abans de sortir a l'autobús. Mentre que la resta del grup entra en pànic, Zack insisteix que forma part de l'experiència Blue Skeleton.
Els homes són arrossegats a un lloc, mentre que Brandy és conduïda a un segon lloc. Li donen una càmera i li diuen que filmi tot el que veu. Els membres del grup passegen per les seves respectives sales. Zack, en una habitació fosca, és colpejat per un actor. La resta del grup està aterroritzat abans de ser enterrats vius en taüts pels membres del Blue Skeleton.

## Repartiment
- Brandy Schaefer com a Brandy
- Zack Andrews com a Zack
- Bobby Roe com a Bobby
- Mikey Roe com a Mikey
- Jeff Larson com a Jeff
- Chloë-Charlotte Alexandra Crampton com a porcellana
- Angelica Leigh Van Horn com a porcellana
- Kahl Brice com a pallasso principal
- Donald Dantzler com a Campfire Man
- Ian Roberts com a Feaster Bunny
- Jim Tavaré com a Splitz
- Robert Benjamin com a pallasso fora de servei

## Llançament
La pel·lícula es va estrenar als Estats Units al Telluride Horror Show, i es va convertir en la primera pel·lícula que es va esgotar la Sheridan Opera House. L'estrena al Regne Unit es va celebrar al Festival Internacional de Cinema d'Edimburg el 27 de juny de 2015.

## Recepció
The Houses October Built té una puntuació d'aprovació del 60% al lloc web d'agregació de ressenyes Rotten Tomatoes, amb una puntuació mitjana de 5,65/10, basada en 15 ressenyes.
Steve Barton de Dread Central va escriure que "Els personatges de la pel·lícula són ridículament naturals, i les seves relacions i reaccions són alhora divertides i aterridores." L'editor en cap de Bloody Disgusting John Squires va escriure que "De tant en tant, apareix una pel·lícula de material trobat excepcional que ens recorda que el 'truc' cinematogràfic pot ser realment efectiu quan executat correctament. I The Houses October Built és aquesta pel·lícula." Martin Tsai de Los Angeles Times va escriure que "The Houses October Built demostra un dels intents més reeixits de pel·lícula de terror de metratge apropiat."
Les crítiques se centraven normalment en el ritme de la pel·lícula i el que els crítics consideraven una història massa previsible. Kalyn Corrigan de Shock Till You Drop va declarar que "És una llàstima que l'aspecte documental d'aquesta pel·lícula no s'hagi perseguit més, perquè sens dubte hauria destacat contra la slasher repetitiva moderna que es recicla cada temporada de Halloween. The Houses October Built va oferir uns quants moments incòmodes i va abordar temporalment alguns temes difícils sobre el funcionament de les cases embruixades, però finalment no va poder respondre cap de les preguntes que va fer, o comprometre's amb un estil de realització cinematogràfica."

### Premis
- Millor llargmetratge de la categoria Midnight X-Treme del XLVII Festival Internacional de Cinema Fantàstic de Catalunya (2014, guanyador)[16]
- Millor actriu Brandy Schaefer, Millor cartell, Millor guió Bobby Roe, Zack Andrews, Jason Zada del Macabre Faire Film Festival (2015, guanyador)[17]